# Condado de Gage

O Condado de Gage é um dos 93 condados do estado norte-americano de Nebraska. A sede do condado é Beatrice, que é também a sua maior cidade. O condado tem uma área de 2227 km² (dos quais 13 km² estão cobertos por água), uma população de 22 993 habitantes, e uma densidade populacional de 10 hab/km² (segundo o censo nacional de 2000). O condado foi fundado em 1855.